# Huaqiao, Anhui
Huaqiao (kinesiska: 花桥) är en köping i östra Kina. Den ligger i stadsdistriktet Wanzhi i staden Wuhu i provinsen Anhui, omkring 150 kilometer sydost om provinshuvudstaden Hefei. Antalet invånare är 28 117. Befolkningen består av 14 046 kvinnor och 14 071 män. Barn under 15 år utgör 17,0 %, vuxna 15-64 år 68 %, och äldre över 65 år 14,0 %.